# La Nucia
La Nucia község Spanyolországban, Alicante tartományban. Lakosainak száma 18 783 fő (2024). La Nucia L’Alfàs del Pi, Altea, Benidorm, Callosa d’en Sarrià és Polop községekkel határos.

## Népesség
A település lakosságának változását az alábbi diagram mutatja:
| Lakosok száma | 9365 | 10 672 | 14 006 | 17 874 | 18 593 | 20 029 | 19 967 | 18 603 | 18 108 | 18 783 |
|               | 2001 | 2004   | 2006   | 2009   | 2011   | 2014   | 2016   | 2019   | 2021   | 2024   |